# 三升亭小勝 (3代目)
3代目三升亭 小勝（みますてい こかつ、1845年4月（弘化2年）4月 - 1921年（大正10年）10月21日）は、江戸出身の落語家。本名は青山 吉松。

## 来歴
2代目瀧川鯉かんの門下で鯉かく、2代目三升亭小勝の門下で小常となり1874年、5年頃に3代目小勝を襲名。1887年末頃に一旦引退し新橋で芸者屋を営んでいてそこへ娘が新吉の名で出勤しその新吉がある客との間に出来たのが有島武郎（小説家）と心中した波多野秋子だという（4代目三升亭小勝の息子である伊志井寛の書簡による。）。20年以上ブランクの末、大正の初め頃に70歳を超えて3代目柳家小さんの門で柳家三楽となり再勤したがいくばくも活躍はしなかった。

## 人物
「セルロイドの象」というあだ名があったが由来はわかっていない。